# Xabier Berasategi
Xabier Berasategi Garmendia (Olaberría, Guipúzcoa, 8 de abril de 2000) es un ciclista español que compite con el equipo Euskaltel-Euskadi.

## Biografía
Originario de Olaberría, Xabier compagina su carrera ciclista con sus estudios como ingeniero mecánico.
Entre los júnior (menores de 19 años), destaca el tercer puesto en el Campeonato de Euskadi de 2017. Al año siguiente destacó con victorias de etapa en la Vuelta a Pamplona (segundo en la general) y en la Vuelta a Guipúzcoa (tercero en la general).
En 2019 se incorporó al equipo Laboral Kutxa, entonces reserva de la Fundación Euskadi. En su segunda temporada destacó al conquistar los títulos autonómicos de campeón del País Vasco y Guipúzcoa, en la categoría amateur (menores de 23 años). También ganó la Vuelta a Cantabria, carrera por etapas del calendario nacional.
En 2020 y 2021 obtuvo varias victorias y muchos puestos de honor, lo que le permitió ganar dos veces el Torneo Euskaldun. Luego se convirtió en profesional en 2023 en Euskaltel-Euskadi, que lo contrató por un período de dos años.

## Palmarés
- Aún no ha conseguido victorias como profesional.

## Resultados en Grandes Vueltas
| Carrera | Carrera         | 2023 | 2024  |
| ------- | --------------- | ---- | ----- |
|         | Giro de Italia  | —    | —     |
|         | Tour de Francia | —    | —     |
|         | Vuelta a España | —    | 102.º |

—: no participa
Ab.: abandono

## Equipos
- Euskaltel-Euskadi (2023-)